# Vittore (vescovo di Novara)
Vittore di Novara (... – Novara, 489) è stato vescovo di Novara.

## Biografia
Le uniche notizie circa la vita del vescovo Vittore di Novara le reperiamo da un'iscrizione sepolcrale che venne composta all'epoca della sua morte da Ennodio, vescovo di Pavia, durante la conquista dell'Italia da parte degli Ostrogoti.